# Anse-à-Veau
Anse-à-Veau (Ansavo en créole haïtien) est une ville portuaire et commune d'Haïti située dans le département de Nippes. La commune est le chef-lieu de l'arrondissement d'Anse-à-Veau.

## Démographie
La commune est peuplée de 31 477 habitants(recensement par estimation de 2009).

## Histoire
La ville d'Anse-à-Veau fut fondée en 1721 et devint municipalité la même année.

## Administration
La commune est composée des sections communales de :
- Baconnois-Grand-Fond (dont le quartier « Baconnois »), 1re section de la commune
- Grande-Rivière-Joly, 2e section de la commune
- Sault-du-Baril (dont le quartier du « Baril »), 3e section de la commune

## Économie
L'économie locale repose sur la culture du café, de la canne à sucre, du citron vert, des orangers et du coton.

## Religion
Anse-à-Veau fait partie du diocèse Anse-à-Veau / Miragoâne. Chacune de ces deux villes possède donc une co-cathédrale, celle d’Anse-à-Veau porte le nom de Sainte-Anne.

## Tourisme
On y trouve par exemple la cascade de Sault du Baril.
Grotte Accao

## Personnalités liées à Anse-à-Veau
- Étienne Gérin (1757-1810), général et homme politique, mort à Anse-à-Veau.
- Fabre Geffrard, né en 1806 à Anse-à-Veau, président de la République d'Haïti de 1859 à 1867.
- Philippe Sudre Dartiguenave, né le 6 avril 1862 à Anse-à-Veau et président de la République de 1915 à 1922.
- Laurent Casimir, né le 8 mai 1928 à Anse-à-Veau, peintre.
- Fred Edson Lafortune, né le 31 juillet 1982 à Anse à Veau, poète.